# Cristian Popescu Piedone
 (mai 2024).
Si vous disposez d'ouvrages ou d'articles de référence ou si vous connaissez des sites web de qualité traitant du thème abordé ici, merci de compléter l'article en donnant les références utiles à sa vérifiabilité et en les liant à la section « Notes et références ».
Cristian Popescu Piedone (né le 15 février 1963) est un homme politique roumain qui a servi en tant que maire du Secteur 4 de Bucarest de 2008 jusqu'au 4 novembre 2015, date à laquelle il a démissionné à la suite de l'incendie de la discothèque Colectiv et des manifestations en Roumanie qui ont suivi ce drame.